# چاه سنگی (قلعه‌گنج)
چاه سنگی، روستایی در دهستان دولاب بخش مرکزی شهرستان قلعه‌گنج در استان کرمان ایران است.

## جمعیت
بر پایه سرشماری عمومی نفوس و مسکن در سال ۱۳۹۵، جمعیت این روستا برابر با ۹۳۱ نفر (۲۵۵ خانوار) بوده‌است.